# Fajã de Baixo (Cap-Vert)
Pour les articles homonymes, voir Fajã (homonymie).
Fajã de Baixo est un village du Cap-Vert sur l'île de São Nicolau.

## Géographie
Il est situé à 5 km au Nord-Ouest de Ribeira Brava. 
Fajã de Baixo est traversé par la route nationale EN3-SN06 (Carvoeiros - Queimadas - Fajã de Baixo).
Le village est connu pour ses cultures vivrières et maraîchères et surtout pour ses plantations de dragonnier à forme arrondie, arbre millénaire extrêmement rare, en voie d'extinction, dont la sève est utilisé comme colorant dans la fabrication du grogue.